# New York IRT (voetbal)
New York IRT was een Amerikaanse voetbalclub uit New York. De club werd gesponsord door de Interborough Rapid Transit Company. Wanneer de club werd opgericht is onbekend maar de club is opgeheven in 1920. De club speelde één seizoen in de National Association Football League. Na slechts vijf wedstrijden heeft de club zich teruggetrokken.